# Amos
Amos é uma cidade do Canadá, localizada na província de Quebec, às margens do Rio Harricana. As principais fontes de renda da cidade são a coleta de água mineral e a indústria madereira. Sua área é de 430,06 km² e sua população é de 12.584 habitantes (do censo nacional de 2006).